# 黃琴
黄琴（1920年4月30日—2013年8月19日），越南人民军上将，原越南第4军区司令。曾任越共中央政治局委员、越南人民军总监察（军队监察委员会总监察长）、越南第七届国会代表等职。越战期间，一直在南方指挥作战，曾于1972年指挥阮惠进攻战役。1974年晋升为少将，同年7月任第4军首任军长，指挥了福隆战役。1975年4月率領所属部队参加了胡志明战役，於4月30日攻陷前南越首都西贡，史稱「430事件」。